# Bucium (cartier)

Hanul Trei Sarmale, vestit han din secolul al XVIII-lea

Bucium este un cartier al orașului Iași.

## Geografie
Situat în partea de sud a orașului, cartierul a fost dezvoltat peste un fost sat denumit Bucium și fostă reședință a comunei cu același nume. Râul Vămășoaia traversează cartierul Bucium.

## Repere notabile
- Hanul Trei Sarmale, un vestit han din secolul al XVIII-lea
- Biserica "Pogorârea Sfântului Duh" (1758-1761)
- Biserica Socola Mică(1809), monument istoric; Fundacul Socola 9, IS-II-a-B-03758
- Biserica „Schimbarea la Față” a Mănăstirii Socola (1819); șoseaua Bucium 36, IS-II-m-A-03757
- Palatul Mihai Sturza, azi Sediu S.C. Agroindustriala Bucium (1819), vinurile Bucium au luat naștere în 1949[1]; Fundac Plopii fără Soț 18-22, IS-II-m-B-03759
- Mănăstirea Bucium, 1853
- Plopii fără soț, se crede că acești plopi l-au inspirat pe poetul Mihai Eminescu (1850-1889) în compunerea poeziei Pe lângă plopii fără soț.
- Școala Gimnazială "Veronica Micle", înființată în martie 1865
- Ansamblul spitalului Socola (1877-1899), monument istoric; ; șoseaua Bucium 36, IS-II-a-B-03756
- Monumentul Eroilor din Primul Război Mondial (1921), monument istoric; șoseaua Bucium 86, IS-III-m-B-04277
- Monumentul doctorului Clunet monument construit și dedicat memoriei doctorului Jean Clunet (1878-1917) și altor trei eroi francezi care au murit la Iași în primul război mondial.

## Transport și rețeaua rutieră
- Autobuz: 30, 30B, 46
- Drum național: DN24

## Imagini

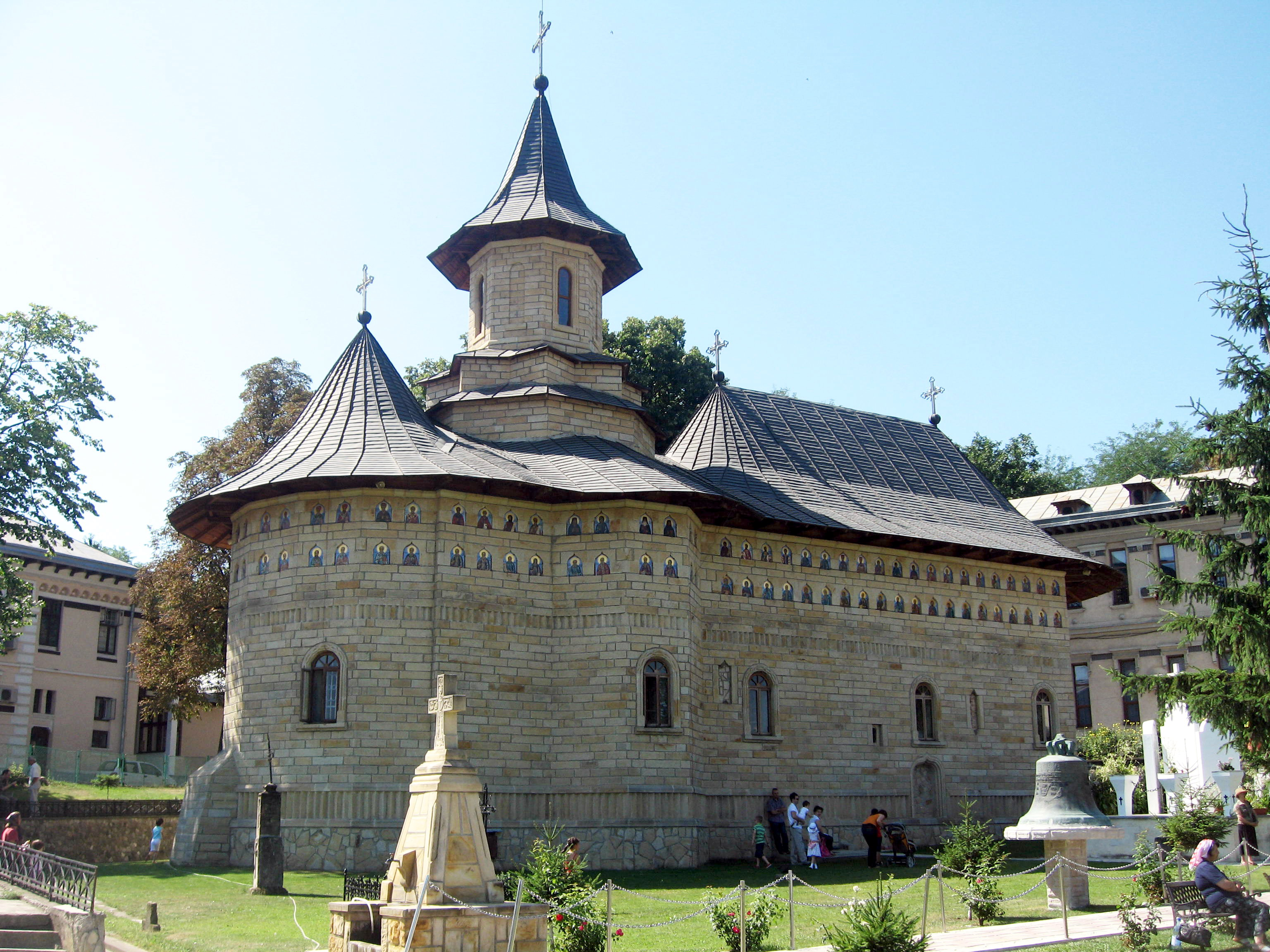
Biserica Schimbarea la Față (1552-1561)
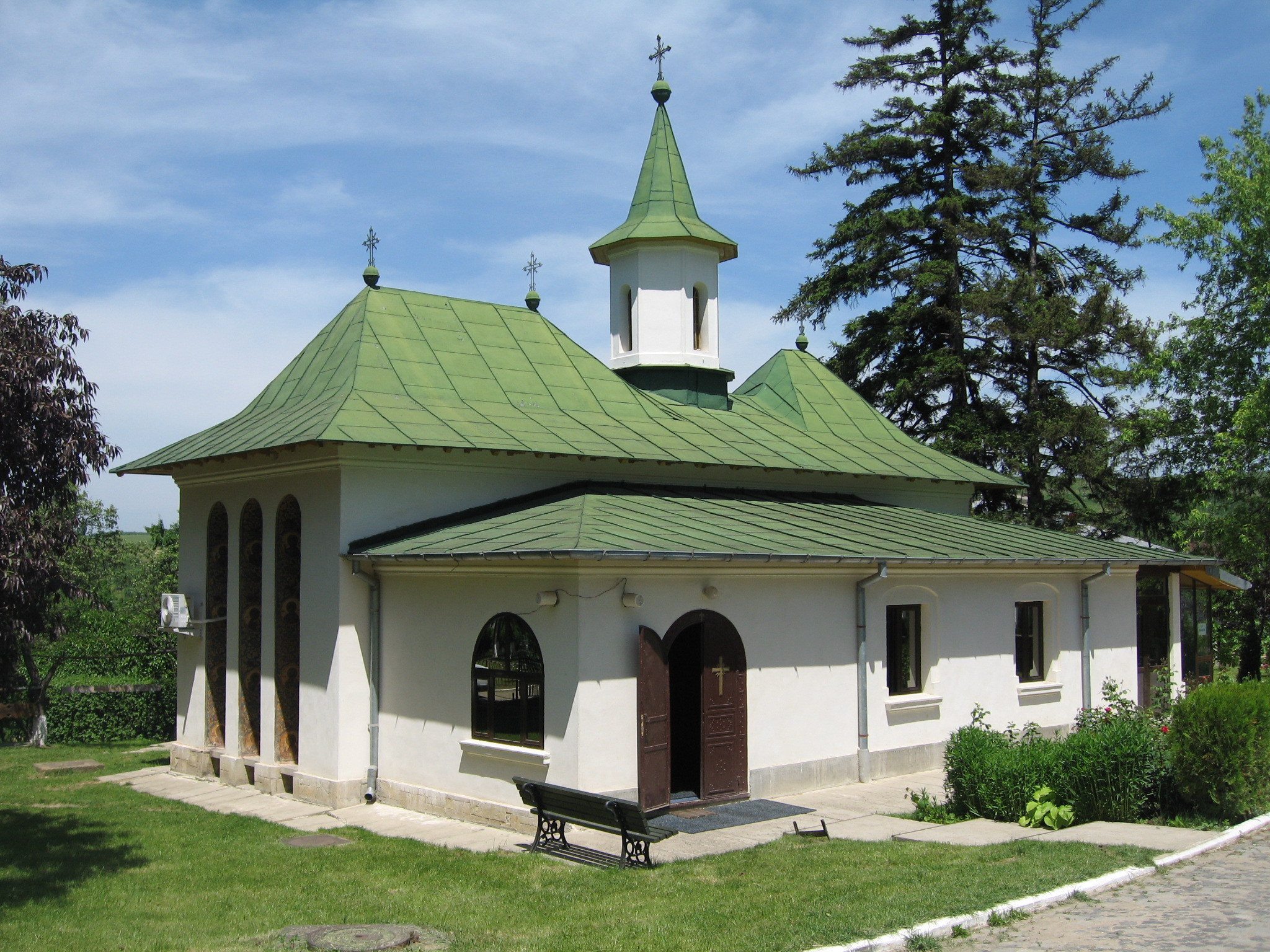
Mănăstirea Bucium
Bustul lui Mihai Eminescu, Plopii fără soț